# Біллель Омрані
Біллель Омрані (фр. Billel Omrani, нар. 2 червня 1993, Форбак) — французький та алжирський футболіст, нападник румунського клубу «ЧФР Клуж».
Виступав, зокрема, за клуби «Марсель», «Марсель» та «ЧФР Клуж», а також національну збірну Алжиру.
Володар Кубка французької ліги. П'ятиразовий чемпіон Румунії.

## Клубна кар'єра
Народився 2 червня 1993 року в місті Форбак. Вихованець футбольної школи клубу «Марсель». Дорослу футбольну кар'єру розпочав 2011 року в основній команді того ж клубу, в якій провів два сезони, взявши участь у 2 матчах чемпіонату. 
Протягом 2013—2014 років захищав кольори клубу «Арль-Авіньйон».
До складу «Марселя» повернувся 2014 року. Цього разу відіграв за команду з Марселя наступні два сезони своєї ігрової кар'єри.
До складу клубу «ЧФР Клуж» приєднався 2016 року. Станом на 1 липня 2022 року відіграв за команду з Клужа 114 матчів в національному чемпіонаті.

## Виступи за збірні
У 2009 році дебютував у складі юнацької збірної Франції (U-17), загалом на юнацькому рівні взяв участь у 18 іграх, відзначившись 5 забитими голами.
У 2022 році дебютував в офіційних матчах у складі національної збірної Алжиру.

## Статистика виступів

### Статистика клубних виступів
| Сезон                | Команда              | Чемпіонат            | Чемпіонат | Чемпіонат | Національний кубок | Національний кубок | Національний кубок | Континентальні кубки | Континентальні кубки | Континентальні кубки | Інші змагання | Інші змагання | Інші змагання | Усього | Усього |
| Сезон                | Команда              | Ліга                 | Ігор      | Голів     | Ліга               | Ігор               | Голів              | Ліга                 | Ігор                 | Голів                | Ліга          | Ігор          | Голів         | Ігор   | Голів  |
| -------------------- | -------------------- | -------------------- | --------- | --------- | ------------------ | ------------------ | ------------------ | -------------------- | -------------------- | -------------------- | ------------- | ------------- | ------------- | ------ | ------ |
| 2011–12              | «Марсель»            | Л1                   | 1         | 0         | КФ+КЛ              | 1+1                | 0                  | ЛЧ                   | 0                    | 0                    | СФ            | 0             | 0             | 3      | 0      |
| 2012–13              | «Марсель»            | Л1                   | 1         | 0         | КФ+КЛ              | 0                  | 0                  | ЛЄ                   | 2                    | 0                    | -             | -             | -             | 3      | 0      |
| 2013–14              | «Арль-Авіньйон»      | Л2                   | 13        | 0         | КФ+КЛ              | 0+2                | 1                  | -                    | -                    | -                    | -             | -             | -             | 15     | 1      |
| 2014–15              | «Марсель»            | Л1                   | 4         | 1         | КФ+КЛ              | 0                  | 0                  | -                    | -                    | -                    | -             | -             | -             | 4      | 1      |
| 2015–16              | «Марсель»            | Л1                   | 0         | 0         | КФ+КЛ              | 0                  | 0                  | ЛЄ                   | 0                    | 0                    | -             | -             | -             | 0      | 0      |
| Усього за «Марсель»  | Усього за «Марсель»  | Усього за «Марсель»  | 6         | 1         |                    | 2                  | 0                  |                      | 2                    | 0                    |               | 0             | 0             | 10     | 1      |
| 2016–17              | «ЧФР Клуж»           | ЧР                   | 18+10     | 4+1       | КР+КРЛ             | 2+0                | 1                  | -                    | -                    | -                    | СКР           | 0             | 0             | 30     | 6      |
| 2017–18              | «ЧФР Клуж»           | ЧР                   | 20+10     | 5+3       | КР                 | 1                  | 1                  | -                    | -                    | -                    | -             | -             | -             | 31     | 9      |
| 2018–19              | «ЧФР Клуж»           | ЧР                   | 22+10     | 5+1       | КР                 | 4                  | 0                  | ЛЧ+ЛЄ                | 2+3                  | 0+3                  | СКР           | 1             | 0             | 42     | 9      |
| 2019–20              | «ЧФР Клуж»           | ЧР                   | 20+8      | 6         | КР                 | 0                  | 0                  | ЛЧ+ЛЄ                | 8+8                  | 6+1                  | СКР           | 1             | 0             | 45     | 13     |
| 2020–21              | «ЧФР Клуж»           | ЧР                   | 12+4      | 3         | КР                 | 0                  | 0                  | ЛЧ+ЛЄ                | 0+3                  | 0                    | СКР           | 0             | 0             | 19     | 3      |
| 2021–22              | «ЧФР Клуж»           | ЧР                   | 6         | 2         | КР                 | 0                  | 0                  | ЛЧ+ЛЄ+UECL           | 5+2+0                | 2+0+0                | СКР           | 1             | 0             | 14     | 4      |
| Усього за «ЧФР Клуж» | Усього за «ЧФР Клуж» | Усього за «ЧФР Клуж» | 98+42     | 25+5      |                    | 7                  | 2                  |                      | 31                   | 12                   |               | 3             | 0             | 181    | 44     |
| Усього за кар'єру    | Усього за кар'єру    | Усього за кар'єру    | 159       | 31        |                    | 11                 | 3                  |                      | 33                   | 12                   |               | 3             | 0             | 206    | 46     |

## Титули і досягнення
- Володар Кубка французької ліги (1):

«Марсель»: 2011-2012
- Чемпіон Румунії (5):

«ЧФР Клуж»: 2017-2018, 2018-2019, 2019-2020, 2020-2021, 2021-2022
- Володар Суперкубка Румунії (2):

«ЧФР Клуж»: 2018, 2020